# Le Pailly
Pailly – miejscowość i gmina we Francji, w regionie Grand Est, w departamencie Górna Marna.
Według danych na rok 1990 gminę zamieszkiwały 783 osoby, a gęstość zaludnienia wynosiła 23 osób/km².

## Galeria

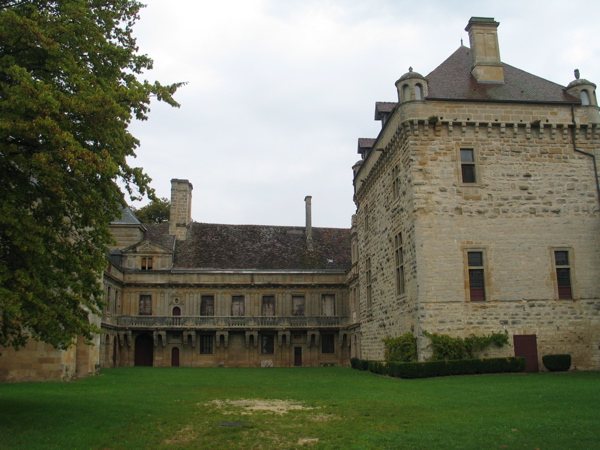
Zamek w Pailly, 2011
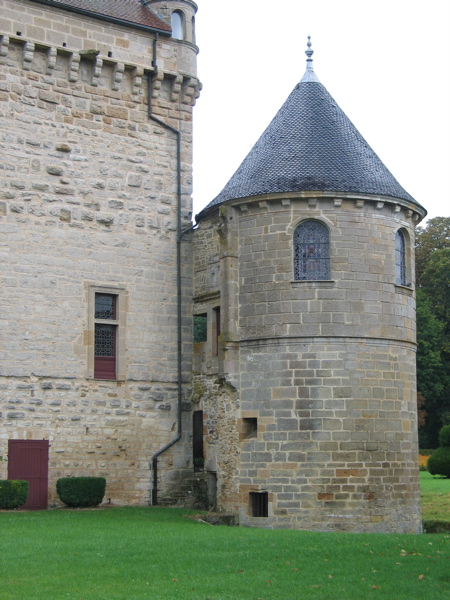
Zamek w Pailly, 2011
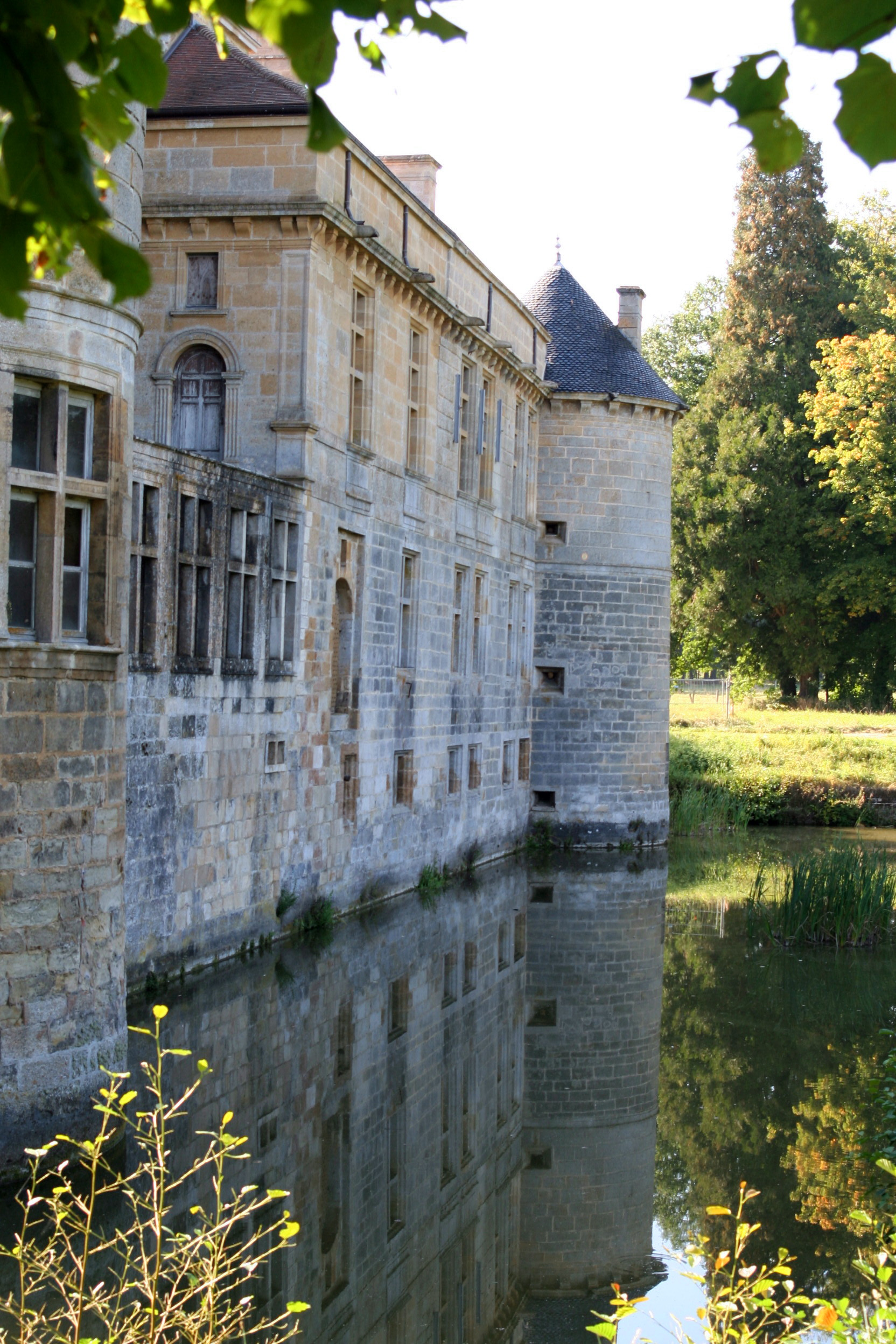
Zamek w Pailly, 2007
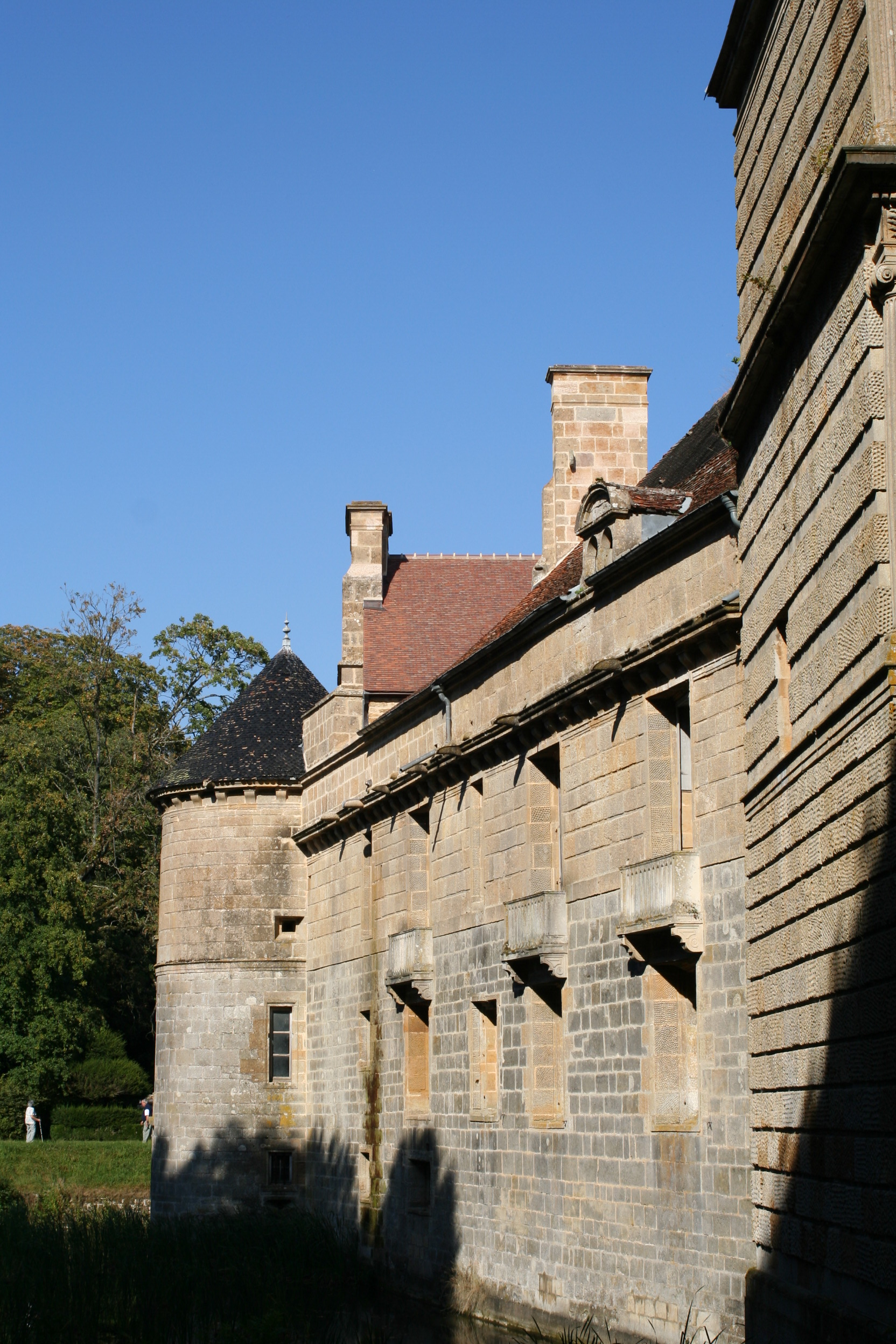
Zamek w Pailly, 2007
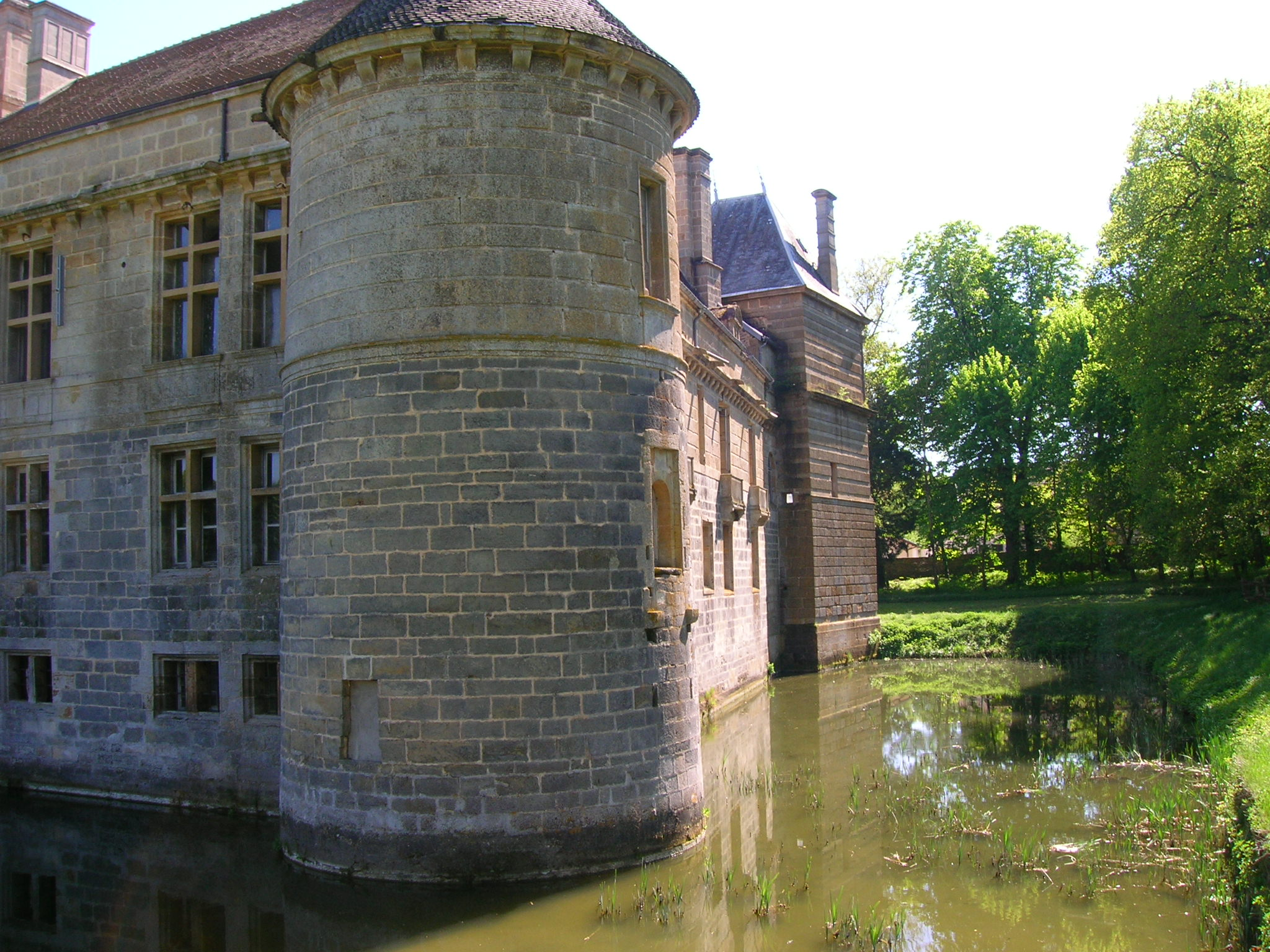
Zamek w Pailly, 2007